# Huevada
La Procesión de San Isidro Chiquito comienda a las 21:00h , organizada por la hermandad de San Isidro Labrador lleva a la imagen de San Isidro en versión pequeña hasta el lugar donde se celebra la ,Huevada, también llamada Gran Huevada, es una fiesta popular de Villafranca de Córdoba (Córdoba) España, que se celebra todos los años, en la noche del 14 de mayo, vísperas del día de San Isidro. Consiste en ofrecer huevos fritos en aceite de oliva, pan y vino blanco de Córdoba, del marco de Montilla-Moriles, a toda persona que se acerque a la verbena, la cual puede repetir tantas veces como quiera y le apetezca, sin más límite que el que le ponga su propio estómago.

## San Isidro Chiquito

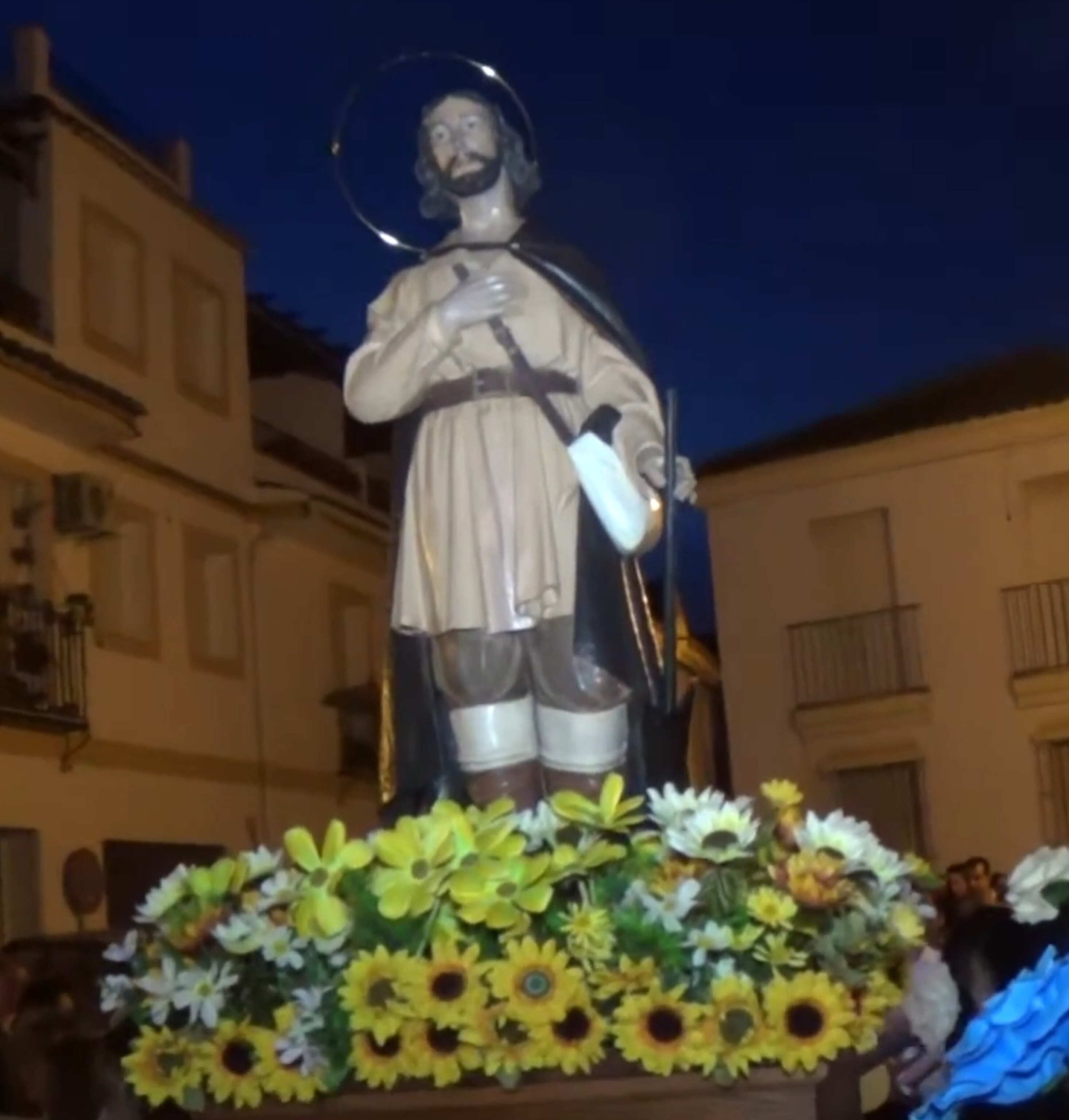
San Isidro Chiquito en procesión en Villafranca de Córdoba a su paso por la Calle Arroyo en el año 2015

El Día 14 de Mayo a las 21:00h comienza la procesión de San Isidro Chiquito el cual es portado a hombros por niñas adolescentes y suele estar acompañada por el Coro Rociero Nuestra Señora de los Remedios y todo el pueblo de Villafranca de Córdoba, los niños suelen llevar trigo el cual se le entrega a San Isidro en una ofrenda floral , hasta el año 2022 se lanzaban Fuegos Artificiales primero en la iglesia y luego en el Recinto Ferial.
La procesión suele durar aproximadamente una hora y se le bailan todo tipo de sevillanas.

Recorridos Historicos
hasta 1990
 Calle Alcolea (21:30h)
Plaza de Andalucía (22:00h) (ofrenda floral , final de procesión) (22:05h)
principios de los años '90
Calle Alcolea (21:30h)
Calle Los Molinos (21:50h)
Calle Arroyo (21:55h)
Calle Martín López de Córdoba (22:00h)
Parque de las Cespedillas (22:10h) (ofrenda floral , final de procesión) (22:15h).
mediados de los años '90
Calle Alcolea (21:30h)
Calle Carnicería (21:40h)
Calle Arroyo (21:50h)
Calle Martín López de Córdoba (22:00h)
Parque de las Cespedillas (22:10) (ofrenda floral , final de procesión) (22:15h)
1998-2015
Calle Alcolea (21:15h)
Calle Tafur (21:20h)
Calle Los Bancos (21:30h)
Calle Arroyo (21:35h)
Calle Marín López de Córdoba (22:00h)
Parque de las Cespedillas (22:10h) (ofrenda floral, final de procesión) (22:15h)
2016-2019
Calle Alcolea (21:10h)
Calle Tafur (21:15h)
Calle Los Bancos (21:25h)
Calle Arroyo (21:30h)
Calle Moral (21:35h)
Calle Alcalde Manuel Palomares (22:00h)
Recinto Ferial Manolita Sosa (22:05) (ofrenda floral , final de procesión) (22:15h)
2022
Calle Alcolea (21:00h)
Calle Carnicería (21:10h)
Calle Arroyo (21:20h)
Calle Moral (21:25h)
Calle Alcalde Manuel Palomares (21:50h)
Recinto Ferial Manolita Sosa (21:55h) (ofrenda floral , final de procesión) (22:05h)
2023
Calle Alcolea (21:00h)
Calle Tafur (21:05h)
Calle Los Bancos (21:15h)
Calle Arroyo (21:20h)
Calle Moral (21:25h)
Calle Alcalde Manuel Palomares (21:50h)
Recinto Ferial Manolita Sosa (21:55h) (ofrenda floral , final de procesión) (22:05h)

## Gran Huevada
El inventor de la fiesta de la Huevada fue Antonio Pérez Porras (nacido en Villafranca de Córdoba, el 4 de junio de 1933), quien a principios de los 80, concretamente en 1982, durante su etapa de secretario de la Cámara Agraria Local de Villafranca de Córdoba, ideó y propuso la celebración de esta fiesta, para dar mayor realce a la Romería de San Isidro de la localidad, cuya organización y financiación corría a cargo de la citada corporación agraria. Las primeras huevadas fueron sufragadas por la Cámara Agraria Local, pero pasados los primeros años fue tal el éxito de esta fiesta que, una vez se disolvieron por el Estado las cámaras agrarias, fue el Ayuntamiento de Villafranca el que continuó y se hizo cargo de continuar esta singular y popular fiesta.

## Desarrollo de la fiesta
La fiesta comienza con la misa en honor a San Isidro Labrador a las 20:30 en la Iglesia Santa Marina de Aguasantas , a las 21:30 comienza la procesión de San Isidro Labrador Chiquito que concluye a las 23:00 donde empieza la Gran Huevada.
En las instalaciones montadas al efecto en la proximidades de la verbena de la víspera de la Romería de San Isidro, en el lugar llamado Las Cespedillas, se fríen y entregan, en unos 7.000 platos, aproximadamente 15.000 huevos fritos en aceite de oliva de primera calidad, junto con unos 6.000 bollos de pan, y en torno a 5.000 copas de vino (700 litros, aproximadamente).
Para comodidad de los participantes, el Ayuntamiento instalan una amplia serie de mesas largas, en número suficiente para que la rotación de los comensales les permita estar sentados en ese rato en que se degustan los huevos fritos. El calor y la energía de tan estupenda cena, invita a los concurrentes a participar en la fiesta más barata de España, con intensidad y alegría explícitas.
Esta fiesta ha sido celebrada en la Plaza de Andalucía entre el 1982 y el 1990 , en el Parque de las Cespedillas entre el 1991 y el 2015 y por último en el Recinto Ferial Manolita Sosa desde el 2016.